# Isola Middle
Middle Island (ovvero l'isola intermedia, di mezzo) è una piccola isola disabitata nel Sud dell'Oceano Atlantico, parte delle Isole Nightingale. Essa è sotto la giurisdizione di Tristan da Cunha, un arcipelago che fa parte del territorio britannico d'oltremare di Sant'Elena, Ascensione e Tristan da Cunha. L'isola fa parte del gruppo di isole Nightingale Important Bird Area (IBA), identificate come tali da BirdLife International come sito di riproduzione per uccelli marini e uccelli terrestri endemici.